# Boletina longicornis
Boletina longicornis är en tvåvingeart som beskrevs av Oskar Augustus Johannsen 1912. Boletina longicornis ingår i släktet Boletina och familjen svampmyggor.
Artens utbredningsområde är Idaho. Inga underarter finns listade i Catalogue of Life.